# 사슬 복합체

호몰로지 대수학에서 사슬 복합체(-複合體, 영어: chain complex)는 일련의 멱영 사상들을 갖춘, 아벨 범주의 대상들의 열이다. 이를 사용하여 호몰로지 대수학 및 호몰로지 · 코호몰로지의 개념을 추상적으로 정의할 수 있다.

## 정의
아벨 범주 {\displaystyle {\mathcal {A}}}가 주어졌다고 하자. (예를 들어, 아벨 군이나 가군, 또는 아벨 군 값을 갖는 층 등이 있다.)
{\displaystyle {\mathcal {A}}} 속의 사슬 복합체 {\displaystyle (C_{\bullet },\partial _{\bullet })}는 다음과 같은 데이터로 구성된다.
- 각 정수 {\displaystyle i\in \mathbb {Z} }에 대하여, {\displaystyle {\mathcal {A}}}의 대상 {\displaystyle C_{i}\in {\mathcal {A}}}
- 각 정수 {\displaystyle i\in \mathbb {Z} }에 대하여, {\displaystyle {\mathcal {A}}}의 사상 {\displaystyle \partial _{i}\colon C_{i}\to C_{i-1}}
{\displaystyle \cdots \to C_{i+1}{\xrightarrow {\partial _{i+1}}}C_{i}{\xrightarrow {\partial _{i}}}C_{i-1}{\xrightarrow {\partial _{i-1}}}C_{i-2}\to \cdots }

이는 다음 조건을 만족시켜야 한다.
- 모든 정수 {\displaystyle i\in \mathbb {Z} }에 대하여, {\displaystyle \partial _{i-1}\circ \partial _{i}=0}

이 경우,  사상 {\displaystyle \partial _{\bullet }}은 경계 사상(境界寫像, 영어: boundary map)라고 하고, {\displaystyle C_{i}}의 원소는 i차 사슬(영어: i-chain)이라고 한다. {\displaystyle \partial _{i}\alpha =0}인 i차 사슬 {\displaystyle \alpha \in C_{i}}을 {\displaystyle i}차 순환({\displaystyle i}次循環, 영어: {\displaystyle i}-cycle 사이클[*])이라고 한다.
공사슬 복합체(共사슬複合體, 영어: cochain complex}) {\displaystyle (C^{\bullet },\mathrm {d} ^{\bullet })}는 유사하지만, 첨자의 위치와 화살표의 방향이 반대이다.
{\displaystyle \cdots \to C^{i-2}{\xrightarrow {\mathrm {d} _{C}^{i-2}}}C^{i-1}{\xrightarrow {\mathrm {d} _{C}^{i-1}}}C^{i}{\xrightarrow {\mathrm {d} _{C}^{i}}}C^{i+1}\to \cdots }
이 경우,  사상 {\displaystyle \mathrm {d} ^{\bullet }}은 공경계 사상(共境界寫像, 영어: coboundary map)라고 하고, {\displaystyle C^{i}}의 원소는 i차 공사슬({\displaystyle i}次共사슬, 영어: i-cochain)이라고 한다. {\displaystyle \mathrm {d} ^{i}\alpha =0}인 i차 공사슬 {\displaystyle \alpha \in C^{i}}을 {\displaystyle i}차 공순환({\displaystyle i}次共循環, 영어: {\displaystyle i}-cocycle 코사이클[*])이라고 한다.
{\displaystyle {\mathcal {A}}} 속의 사슬 복합체들과 이들 사이의 사슬 사상들의 범주는 {\displaystyle \operatorname {Ch} _{\bullet }({\mathcal {A}})}라고 한다. 마찬가지로, 공사슬 복합체들과 공사슬 사상들의 범주는 {\displaystyle \operatorname {Ch} ^{\bullet }({\mathcal {A}})}라고 한다. 물론, 이 둘은 (차수를 {\displaystyle A_{i}\mapsto A^{-i}}로 대응시킬 때) 같은 범주를 표기하는 서로 다른 두 방법일 뿐이지만, 용도에 따라 두 표기법 가운데 하나가 더 선호되는 경우가 많다.

### 사슬 사상
아벨 범주 {\displaystyle {\mathcal {A}}} 속의 두 사슬 복합체 {\displaystyle (C_{\bullet },\partial _{\bullet }^{C})}, {\displaystyle (D_{\bullet },\partial _{\bullet }^{D})} 사이의 사슬 사상(사슬寫像, 영어: chain map) {\displaystyle f_{\bullet }\colon C_{\bullet }\to D_{\bullet }}은 다음과 같은 데이터로 주어진다.
- 각 정수 {\displaystyle i\in \mathbb {Z} }에 대하여, {\displaystyle {\mathcal {A}}} 속의 사상 {\displaystyle f_{i}\colon C_{i}\to D_{i}}

이는 다음 조건을 만족시켜야 한다.
- 각 정수 {\displaystyle i\in \mathbb {Z} }에 대하여, {\displaystyle \partial _{i}^{D}\circ f_{i}=f_{i-1}\circ \partial _{i}^{C}}. 즉, 다음 그림이 가환 그림을 이룬다.
{\displaystyle {\begin{matrix}\cdots \to &C_{i+1}&{\overset {\partial _{i+1}^{C}}{\to }}&C_{i}&{\overset {\partial _{i}^{C}}{\to }}&C_{i-1}&\to \cdots \\&\!\!\!\!\!\!{\color {White}\scriptstyle f_{i+1}}\downarrow {\scriptstyle f_{i+1}}\!\!\!\!\!\!&&\!\!\!{\color {White}\scriptstyle f_{i}}\downarrow {\scriptstyle f_{i}}\!\!\!&&\!\!\!\!\!\!{\color {White}\scriptstyle f_{i-1}}\downarrow {\scriptstyle f_{i-1}}\!\!\!\!\!\!\\\cdots \to &D_{i+1}&{\underset {\partial _{i+1}^{D}}{\to }}&D_{i}&{\underset {\partial _{i}^{D}}{\to }}&D_{i-1}&\to \cdots \\\end{matrix}}}

마찬가지로, 공사슬 복합체 사이의 공사슬 사상 또한 같은 방식으로 정의된다. 아벨 범주 {\displaystyle {\mathcal {A}}} 속의 두 공사슬 복합체 {\displaystyle (C^{\bullet },\mathrm {d} _{C}^{\bullet })}, {\displaystyle (D^{\bullet },\mathrm {d} _{D}^{\bullet })} 사이의 공사슬 사상(영어: cochain map) {\displaystyle f^{\bullet }\colon C^{\bullet }\to D^{\bullet }}은 다음과 같은 데이터로 주어진다.
- 각 정수 {\displaystyle i\in \mathbb {Z} }에 대하여, {\displaystyle {\mathcal {A}}} 속의 사상 {\displaystyle f^{i}\colon C^{i}\to D^{i}}

이는 다음 조건을 만족시켜야 한다.
- 각 정수 {\displaystyle i\in \mathbb {Z} }에 대하여, {\displaystyle \mathrm {d} _{D}^{i}\circ f^{i}=f^{i+1}\circ \mathrm {d} _{C}^{i}}. 즉, 다음 그림이 가환 그림을 이룬다.
{\displaystyle {\begin{matrix}\cdots \to &C^{i-1}&{\overset {\mathrm {d} _{C}^{i-1}}{\to }}&C^{i}&{\overset {\mathrm {d} _{C}^{i}}{\to }}&C^{i+1}&\to \cdots \\&\!\!\!\!\!\!{\color {White}\scriptstyle f^{i-1}}\downarrow {\scriptstyle f^{i-1}}\!\!\!\!\!\!&&\!\!\!{\color {White}\scriptstyle f^{i}}\downarrow {\scriptstyle f^{i}}\!\!\!&&\!\!\!\!\!\!{\color {White}\scriptstyle f^{i+1}}\downarrow {\scriptstyle f^{i+1}}\!\!\!\!\!\!\\\cdots \to &D^{i-1}&{\underset {\mathrm {d} _{D}^{i-1}}{\to }}&D^{i}&{\underset {\mathrm {d} _{D}^{i}}{\to }}&D^{i+1}&\to \cdots \\\end{matrix}}}

사슬 복합체와 사슬 사상의 범주는 {\displaystyle \operatorname {Ch} _{\bullet }({\mathcal {A}})} 또는 {\displaystyle \operatorname {Kom} _{\bullet }({\mathcal {A}})}로 표기된다. 이는 사슬을 뜻하는 영어: chain 체인[*] 또는 복합체를 뜻하는 독일어: Komplex 콤플렉스[*]를 딴 것이다.

### 사슬 호모토피
임의의 두 사슬 복합체 {\displaystyle C_{\bullet },D_{\bullet }\in \operatorname {Ch} _{\bullet }({\mathcal {A}})}에 대하여, 그 사이의 사슬 사상의 집합
{\displaystyle \hom _{\operatorname {Ch} _{\bullet }({\mathcal {A}})}(C_{\bullet },D_{\bullet })}
위에는 사슬 호모토피라는 동치 관계가 존재한다. 사슬 사상의 호모토피류는 유도 범주의 사상을 이룬다.

### 유계 사슬 복합체
{\displaystyle \operatorname {Ch} _{\bullet }({\mathcal {A}})}의 다음과 같은 부분 범주들이 흔히 사용된다.
- {\displaystyle \operatorname {Ch} _{\geq 0}({\mathcal {A}})}는 음의 차수 성분들이 모두 0인 사슬 복합체들의 범주이다.
{\displaystyle \dotsb \to A_{2}\to A_{1}\to A_{0}\to 0\to 0\to \dotsb }
- 마찬가지로, {\displaystyle \operatorname {Ch} ^{\geq 0}({\mathcal {A}})}는 음의 차수 성분들이 모두 0인 공사슬 복합체들의 범주이다. (이는 양의 차수 성분들이 모두 0인 사슬 복합체로 여겨질 수 있다.)
{\displaystyle \dotsb \to 0\to 0\to A_{0}\to A_{1}\to A_{2}\to \dotsb }
- {\displaystyle \operatorname {Ch} _{\leq \bullet \leq }}는 유계 사슬 복합체(有界사슬複合體, 영어: bounded chain complex), 즉 유한 개의 차수를 제외한 나머지 성분들이 모두 0인 사슬 복합체들의 범주이다.
{\displaystyle \dotsb \to 0\to 0\to A_{n}\to A_{n-1}\to \dotsb \to A_{m+1}\to A_{m}\to 0\to 0\to \dotsb }

## 연산

### 현수
아벨 범주 {\displaystyle {\mathcal {A}}} 속의 사슬 복합체
{\displaystyle A_{k}\in \operatorname {Ch} _{\bullet }({\mathcal {A}})}
와 정수 {\displaystyle k\in \mathbb {Z} }가 주어졌다고 하자. 그렇다면, {\displaystyle A_{\bullet }}의 {\displaystyle k}차 현수({\displaystyle k}次懸垂, 영어: {\displaystyle k}th suspension) {\displaystyle A[k]_{\bullet }}는 다음과 같은 사슬 복합체이다.
{\displaystyle A[k]_{n}=A_{n-k}\qquad \forall n\in \mathbb {N} }
{\displaystyle \partial _{n}^{A[k]}=(-)^{k}\partial _{n-k}}
즉, 각 성분의 차수를 {\displaystyle k}만큼 추가하고, 만약 {\displaystyle k}가 홀수라면 경계 사상에 음부호를 붙인 것이다.

### 직합 · 핵 · 여핵 · 상 · 여상
사슬 복합체의 범주는 아벨 범주를 이룬다. 따라서, 아벨 범주에서 정의되는 모든 연산들이 정의될 수 있다.
예를 들어, 두 사슬 복합체 {\displaystyle A_{\bullet },B_{\bullet }} 의 직합 {\displaystyle (A\oplus B)_{\bullet }}은 다음과 같다.
- {\displaystyle (A\oplus B)_{n}=A_{n}\oplus _{\mathcal {A}}B_{n}} ({\displaystyle n\in \mathbb {Z} )}
- {\displaystyle \partial _{n}\colon (A\oplus B)_{n}\to (A\oplus B)_{n-1}}
- {\displaystyle \partial _{n}=\partial _{n}^{A}\oplus \partial _{n}^{B}}

마찬가지로, 사슬 복합체 사상
{\displaystyle f_{\bullet }\colon A_{\bullet }\to B_{\bullet }}
의 핵
{\displaystyle (\ker f)_{\bullet }\in \operatorname {Ch} _{\bullet }({\mathcal {A}})}
{\displaystyle (\ker f)_{n}=\ker(f_{n})}
및 여핵
{\displaystyle (\operatorname {coker} f)_{\bullet }\in \operatorname {Ch} _{\bullet }({\mathcal {A}})}
{\displaystyle (\operatorname {coker} f)_{n}=\operatorname {coker} (f_{n})}
및 상
{\displaystyle (\operatorname {im} f)_{\bullet }\in \operatorname {Ch} _{\bullet }({\mathcal {A}})}
{\displaystyle (\operatorname {im} f)_{n}=\operatorname {im} (f_{n})}
및 여상
{\displaystyle (\operatorname {coim} f)_{\bullet }\in \operatorname {Ch} _{\bullet }({\mathcal {A}})}
{\displaystyle (\operatorname {coim} f)_{n}=\operatorname {coim} (f_{n})}
이 성분별로 정의된다.

### 호몰로지
사슬 복합체 {\displaystyle A_{\bullet }\in \operatorname {Ch} ({\mathcal {A}})}의 경우, 호몰로지
{\displaystyle \operatorname {H} _{\bullet }(A)={\frac {\ker _{\bullet }}{\operatorname {im} _{\bullet }}}\in \operatorname {Ch} _{\bullet }({\mathcal {A}})}
를 정의할 수 있다. 이 경우, 모든 경계 사상을 0으로 잡으면 이는 사슬 복합체를 이룬다. 만약 사슬 복합체 대신 공사슬 복합체를 사용하는 경우, 이 연산은 코호몰로지라고 불린다.
두 사슬 복합체 {\displaystyle C_{\bullet }}, {\displaystyle D_{\bullet }} 사이의 유사동형(類似同型, 영어: quasi-isomorphism)은 다음과 같은 사슬 사상 {\displaystyle q\colon C\to D}이다.
- {\displaystyle q}로부터 유도되는 호몰로지 사상 {\displaystyle q_{*}\colon \operatorname {H} _{\bullet }(C)\to \operatorname {H} _{\bullet }(D)}는 각 성분마다 동형 사상이다.

서로 동형인 두 사슬 복합체는 유사동형이지만, 그 역은 일반적으로 성립하지 않는다.

### 텐서곱과 내적 사상 대상
가환환 {\displaystyle K} 위의 결합 대수 {\displaystyle A} 위의 {\displaystyle (A,A)}-쌍가군들의 아벨 범주 {\displaystyle \operatorname {Ch} _{\bullet }(_{A}\operatorname {Mod} _{A})}
를 생각하자. 이 속에서, 두 사슬 복합체
{\displaystyle C_{\bullet },D_{\bullet }\in \operatorname {Ch} _{\bullet }(_{A}\operatorname {Mod} _{A})}
가 주어졌다고 하자.
그렇다면, 각 성분별 텐서곱을 통해, 다음과 같은 이중 사슬 복합체 {\displaystyle E_{\bullet ,\bullet }}를 정의할 수 있다.
{\displaystyle E_{m,n}=C_{m}\otimes _{A}D_{n}}
{\displaystyle \partial _{m,n}^{\operatorname {h} ,E}\colon \partial _{m,n}^{\operatorname {h} ,E}\to \partial _{m-1,n}^{\operatorname {h} ,E}}
{\displaystyle \partial _{m,n}^{\operatorname {h} ,E}=\partial _{m}^{C}\otimes \operatorname {id} _{D_{n}}}
{\displaystyle \partial _{m,n}^{\operatorname {v} ,E}\colon \partial _{m,n}^{\operatorname {h} ,E}\to \partial _{m,n-1}^{\operatorname {h} ,E}}
{\displaystyle \partial _{m,n}^{\operatorname {v} ,E}=\operatorname {id} _{C_{m}}\otimes \partial _{n}^{D}}
이 이중 사슬 복합체의 전체 사슬 복합체 {\displaystyle (C\otimes D)_{\bullet }=\operatorname {Tot} _{\bullet }(E)}를 {\displaystyle C_{\bullet }}와 {\displaystyle D_{\bullet }}의 텐서곱이라고 한다. 구체적으로, 이는 다음과 같다.
{\displaystyle (C\otimes D)_{\bullet }\in \operatorname {Ch} _{\bullet }(_{A}\operatorname {Mod} _{A})}
{\displaystyle (C\otimes D)_{n}=\bigoplus _{p+q=n}C_{p}\otimes _{A}D_{q}}
{\displaystyle \partial _{n}\colon (C\otimes D)_{n}\to (C\otimes D)_{n-1}}
{\displaystyle \partial _{n}\colon \bigoplus _{p+q=n}\left(\partial _{p}^{C}\otimes _{A}\operatorname {id} _{D_{q}}+(-)^{p}\operatorname {id} _{C_{p}}\otimes \partial _{p}^{D}\right)}
이 텐서곱의 항등원은 다음과 같은, 하나만의 성분을 갖는 사슬 복합체이다.
{\displaystyle 1_{\bullet }\in \operatorname {Ch} ({\mathcal {A}})}
{\displaystyle 1_{n}={\begin{cases}0&n\neq 0\\A&n=0\end{cases}}}
그렇다면, {\displaystyle (\operatorname {Ch} (_{A}\operatorname {Mod} _{A}),\otimes ,1_{\bullet })}은 대칭 모노이드 범주를 이룬다. 마찬가지로,
- {\displaystyle (\operatorname {Ch} _{\geq 0}(_{A}\operatorname {Mod} _{A}),\otimes ,1^{\bullet })}
- {\displaystyle (\operatorname {Ch} ^{\geq 0}(_{A}\operatorname {Mod} _{A}),\otimes ,1_{\bullet })}
- {\displaystyle (\operatorname {Ch} _{\leq \bullet \leq }(_{A}\operatorname {Mod} _{A}),\otimes ,1_{\bullet })}

역시 각각 대칭 모노이드 범주를 이룬다.
특히, {\displaystyle (\operatorname {Ch} ^{\geq 0}(_{A}\operatorname {Mod} _{A}),\otimes ,1^{\bullet })} 속의 모노이드 대상을 미분 등급 대수라고 한다.
또한, {\displaystyle \operatorname {Ch} _{\bullet }(_{A}\operatorname {Mod} _{A})}의 두 사슬 복합체 {\displaystyle C_{\bullet }}, {\displaystyle D_{\bullet }}에 대하여,  다음과 같은 내적 사상 대상(內的寫像對象, 영어: internal homomorphism-object)
{\displaystyle \hom _{\bullet }(C,D)\in \operatorname {Ch} _{\bullet }(_{A}\operatorname {Mod} _{A})}
을 정의할 수 있다.
{\displaystyle \hom _{n}(C,D)=\prod _{i\in \mathbb {Z} }\hom _{_{A}\operatorname {Mod} _{A}}(C_{i},D_{i+n})}
{\displaystyle \partial _{n}^{\hom(C,D)}f=\prod _{i\in \mathbb {Z} }(\partial _{i+n}^{D}\circ f-(-)^{n}f\circ \partial _{i}^{X})}
이에 따라, 쌍가군 범주 위의 사슬 복합체 범주 {\displaystyle (\operatorname {Ch} _{\bullet }(_{A}\operatorname {Mod} _{A}),\otimes ,\hom _{\bullet })}는 닫힌 모노이드 범주를 이룬다.

### 유도 범주
사슬 복합체의 범주 {\displaystyle \operatorname {Ch} _{\bullet }({\mathcal {A}})}에서, 유사동형들을 동형 사상이 되게 국소화하면, 유도 범주 {\displaystyle \operatorname {D} ({\mathcal {A}})}를 얻으며, 표준적 함자
{\displaystyle \operatorname {Ch} _{\bullet }({\mathcal {A}})\to \operatorname {D} ({\mathcal {A}})}
가 존재한다.

## 성질
사슬 복합체의 범주는 아벨 범주를 이룬다. 사슬 복합체의 호모토피 범주 및 유도 범주는 가법 범주이지만 일반적으로 아벨 범주가 아니다.

### 모형 범주 구조
사영 대상을 충분히 가지는 아벨 범주 {\displaystyle {\mathcal {A}}} 위의, 음이 아닌 차수의 사슬 복합체 범주 {\displaystyle \operatorname {Ch} _{\geq 0}({\mathcal {A}})}에는 다음과 같은 모형 범주 구조가 존재한다.
| 약한 동치       | 사슬 복합체의 유사동형                                          |
| 올뭉치          | 양의 차수에서 각 성분이 전사 사상인 사슬 사상                   |
| 쌍대올뭉치      | 각 성분이 단사 사상이며, 각 성분의 여핵이 사영 대상인 사슬 사상 |
| 올대상          | 모든 사슬 복합체                                                |
| 올대상 분해     | (원래 사슬 복합체와 같음)                                       |
| 쌍대올대상      | 모든 성분이 사영 대상인 사슬 복합체                             |
| 쌍대올대상 분해 | 사영 분해                                                       |

마찬가지로, 단사 대상을 충분히 가지는 아벨 범주 {\displaystyle {\mathcal {A}}} 위의, 음이 아닌 차수의 공사슬 복합체 범주 {\displaystyle \operatorname {Ch} ^{\geq 0}({\mathcal {A}})}에는 다음과 같은 모형 범주 구조가 존재한다.
| 약한 동치       | 공사슬 복합체의 유사동형                                        |
| 올뭉치          | 각 성분이 전사 사상이며, 각 성분의 핵이 단사 대상인 공사슬 사상 |
| 쌍대올뭉치      | 양의 차수에서 각 성분이 단사 사상인 공사슬 사상                 |
| 올대상          | 모든 성분이 단사 대상인 공사슬 복합체                           |
| 올대상 분해     | 단사 분해                                                       |
| 쌍대올대상      | 모든 공사슬 복합체                                              |
| 쌍대올대상 분해 | (원래 사슬 복합체와 같음)                                       |

이 모형 범주 구조에 대한 호모토피 범주는 유도 범주이다.

## 예

### 돌트-칸 대응
아벨 범주 위의 단체 대상 {\displaystyle X_{\bullet }}에 대하여, 항상 정규화 사슬 복합체 {\displaystyle \operatorname {N} _{\bullet }(X)}라는 사슬 복합체를 대응시킬 수 있다. 이는 함자를 이루며, 사실 음이 아닌 차수의 사슬 복합체 범주 {\displaystyle \operatorname {Ch} _{\geq 0}({\mathcal {A}})}와 단체 대상의 범주 {\displaystyle {\mathcal {A}}^{\triangle ^{\operatorname {op} }}} 사이의 동치 및 모형 범주의 퀼런 동치를 이룬다.
{\displaystyle \operatorname {Ch} _{\geq 0}({\mathcal {A}})\simeq {\mathcal {A}}^{\triangle ^{\operatorname {op} }}}
이를 돌트-칸 대응이라고 한다.
마찬가지로, 음이 아닌 차수의 공사슬 복합체 범주 {\displaystyle \operatorname {Ch} ^{\geq 0}({\mathcal {A}})}는 쌍대 단체 대상의 범주 {\displaystyle {\mathcal {A}}^{\triangle }}와 동치이며, 또한 이는 모형 범주의 퀼런 동치를 이룬다.
{\displaystyle \operatorname {Ch} ^{\geq 0}({\mathcal {A}})\simeq {\mathcal {A}}^{\triangle }}

### 이중 사슬 복합체
아벨 범주 {\displaystyle {\mathcal {A}}} 위의 사슬 복합체의 범주 {\displaystyle \operatorname {Ch} _{\bullet }({\mathcal {A}})} 역시 아벨 범주이므로, 그 위의 사슬 복합체를 취할 수 있다. 이를 이중 사슬 복합체(二重사슬複合體, 영어: double chain complex, bicomplex)라고 한다.

## 역사
(공)사슬 복합체의 개념은 대수적 위상수학에서 호몰로지·코호몰로지를 정의하기 위하여 개발되었다. 대수적 위상수학에서는 위상 공간의 특이 호몰로지를 정의하기 위하여 특이 사슬 복합체라는 사슬 복합체를 정의한다. 이후 사슬 복합체의 개념은 층 코호몰로지 · 군 코호몰로지 등 다른 코호몰로지 이론의 발달로 더 중요해졌으며, 호몰로지 대수학의 발달로 추상적으로 정의되었다.

## 같이 보기
- 미분 등급 대수
- 미분 등급 리 대수
- 정규화 사슬 복합체

## 참고 문헌
- Bott, Raoul; Tu, Loring Wuliang (1982). 《Differential forms in algebraic topology》. Graduate Texts in Mathematics (영어) 82. Springer-Verlag. doi:10.1007/978-1-4757-3951-0. ISBN 978-1-4419-2815-3. ISSN 0072-5285. MR 658304. Zbl 0496.55001.